# Clarinetto contralto

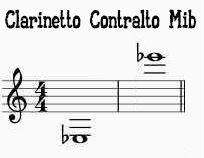
Estensione del clarinetto contralto (come si legge)

Il clarinetto contralto è uno strumento a fiato della famiglia dei clarinetti. È uno strumento traspositore tagliato nella tonalità di Mi♭. La sua forma è simile al corno di bassetto ed al clarinetto basso e presenta anch’esso un chiver ed una campana ritorta in metallo.
Gli strumenti ad uso professionale sono costruiti in ebano e grenadilla mentre altri strumenti da studio sono realizzati con materiale meno pregiato: gomma dura, plastica o metallo.
Chi suona il clarinetto contralto legge il pentagramma nella chiave di basso ma la parte è scritta in chiave di violino. L'estensione a note reali va dal Sol♭ grave fino al Sol♭ acuto. Pochi esecutori, pur mantenendo un bel suono, riescono a salire 3 o 4 toni all’acuto.
La maggior parte dei clarinetti contralti moderni, come altri strumenti della famiglia dei clarinetti, sono costruiti con il sistema Boehm, il che significa che il clarinetto contralto ha una diteggiatura molto simile ad altri clarinetti concepiti con lo stesso sistema. Talvolta, i modelli professionali propongono una chiave in più che consente di suonare un Sol♭ grave. Un tampone "forato" (detto di risonanza), controllato dall'indice della mano destra, serve per migliorare il suono e l'intonazione, infine, comune in tutti i modelli, è il forellino sul tasto indice della mano sinistra che deve essere scoperto per suonare il registro acuto.

## Storia
Albert Rice riferisce di clarinetti in Sol con campane svasate prodotti già nel 1740 chiamandoli clarinetti contralto anche se il termine usato per definire un clarinetto in Sol è inappropriato.
L'invenzione del clarinetto contralto è stata attribuita contemporaneamente a Iwan Müller ed Heinrich Grenser nel 1809. Nello stesso anno Müller si esibiva con un clarinetto contralto in Fa a 16 tasti in un momento in cui i clarinetti soprani generalmente non ne avevano più di 12. Fu grazie all'inserimento di modifiche e miglioramenti, apportati nel corso degli anni, che il clarinetto contralto divenne lo strumento che oggi conosciamo.
Nel 1810 George Catlin di Hartford costruì una serie di clarinetti simili al basso riconosciuti come "clarence brevettuali".
Nel 1820 un anonimo statunitense, ispirandosi a Catlin, costruì un clarinetto contralto a forma di fagotto in Mi♭ chiamato "clarion alto" oggi esposto al Metropolitan Museum of Art di New York.
Anche Adolphe Sax, più avanti, in Europa contribuì ad apportare notevoli miglioramenti al clarinetto contralto.

## Utilizzo del clarinetto contralto
Hector Berlioz, riferendosi al clarinetto contralto, disse:
"È uno strumento molto bello che dovrebbe prendere il suo posto in tutte le orchestre ben consolidate."
Lo stesso Berlioz, comunque, non utilizzò mai lo strumento nelle sue composizioni contribuendo anch'egli a farlo scivolare nel dimenticatoio.
Subito dopo la sua invenzione, Georg Abraham Schneider compose due concerti (op. 90 e op. 105) per lo strumento di Müller e orchestra che gli esecutori contemporanei eseguono con il corno di bassetto. Negli anni seguenti il clarinetto contralto fu definitivamente escluso dalle partiture orchestrali.
Tuttora rimane in ombra, avvolto nell'indifferenza di troppi compositori che raramente lo inseriscono in partitura e per questo ancor oggi non fa parte dell'organico di nessuna orchestra sinfonica. Non esistono concerti degni di nota scritti per clarinetto contralto, e a volte viene inserito nelle ensemble di clarinetti o nell'organico delle "grandi bande"

### Rilevanza
Nel XXI secolo il clarinetto contralto comincia ad esser preso in considerazione anche grazie ai nuovi mezzi di divulgazione mediatica.
Le nuove tecnologie, infatti, hanno permesso agli esecutori di pubblicare video contribuendo alla propaganda ed alla dimostrazione delle sue potenzialità.
Gli esecutori più importanti nel panorama classico sono: Kiyoshi Arai, Joe Clark, Giovanni Sarnataro, Bert Six e Mark Wolbers.
Il clarinetto contralto spesso viene utilizzato nel jazz e gli esponenti più importanti sono: Gianluigi Trovesi, Joe Lovano, Hamiet Bluiett, J.D. Parran, Aljaz Rendla, Hugues Fardao, Oliver Leicht e Todd Groves.

### Musica d'insieme
Nei primi anni 1950 lo strumento stava rischiando di essere eliminato anche dall’organico delle grandi bande professionistiche, rischio che divenne realtà nelle piccole bande dilettantistiche con organico ridotto dove il clarinetto contralto è tuttora escluso. Il motivo ricorrente è che i compositori non inseriscono lo strumento in partitura.
Comunque le orchestre di fiati, le bande militari e le grandi bande "vesselliane", formate da esecutori professionisti, riescono ad eseguire arrangiamenti scritti per banda o composizioni complesse che includono in partitura il clarinetto contralto per completare l’intera classe dei clarinetti.
Le composizioni per banda del XX e XXI secolo includono il clarinetto contralto. L'organico ufficiale prevede da 2 a 4 clarinetti contralti che insieme alle altre sezioni completano l'intera famiglia dei clarinetti.
Un assolo di clarinetto contralto, insieme ad altri strumenti solisti, è presente nella composizione originale per banda di Percy Grainger Lincolnshire Posy.
Talvolta i giovani compositori, che scrivono per banda, inseriscono la parte dedicata al clarinetto contralto, e in mancanza di parti usualmente gli viene assegnata quella del sassofono contralto (anch'esso in Mi♭).
Più frequente è l'impiego che ne fanno gli arrangiatori o i compositori che scrivono per coro di clarinetti.

### Musica solistica per clarinetto contralto
Il repertorio solistico per clarinetto contralto è piuttosto limitato, in gran parte costituito da trascrizioni di opere originariamente composte per corno di bassetto.
I brani di rilievo scritti per questo strumento sono: "Pastorale & Passepied" per clarinetto contralto e pianoforte di Franklin Stover (con parte alternativa per corno di bassetto in Fa), Sonata di Frank McCartey, Dark Wood di David Bennett, Arietta di William Presser, Serenata e Sarabande di Alfred Reed e una Sonata di Norman Heim. Karlheinz Stockhausen ha composto anche per clarinetto contralto e corno di bassetto.

## Accessori
L’imboccatura è poco più piccola di quella del clarinetto basso e può essere utilizzata anche sul corno di bassetto. A causa del raro utilizzo dello strumento, e quindi della scarsa richiesta di ance, i costruttori sono poco attenti alla qualità ed alla produzione delle ance per clarinetto contralto, e per questo motivo gli esecutori spesso utilizzano le ance per sassofono contralto.

## Didattica
Nei conservatori italiani non esistono classi dedicate allo studio del clarinetto contralto, di conseguenza è difficile trovare insegnanti. Chi vuole imparare a suonare lo strumento dovrà farlo individualmente al di fuori dei corsi ufficiali, sotto la guida di maestri privati che trasmettono ai giovani clarinettisti il frutto di anni di studio e di perfezionamento in prospettiva di eventuali concorsi banditi nelle orchestre di fiati o nelle grandi bande delle forze armate.

## Video
- Paganini “Capriccio n.5” eseguito da Giovanni Sarnataro
- Piazzolla “Libertango” eseguito da Kiyoshi Arai
- Norman Heim "Sonata Op.111" eseguito da Joe Clark
- CPE Bach "Solfeggieto" eseguito da Mark Wolbers
- John Williams "Viktor's Tale" eseguito da Bert Six